# Applied Linguistics
Az  Applied Linguistics egy 1980-ban létrehozott és az Oxford University Press által kiadott, az alkalmazott nyelvészet területén megjelent, recenzált tudományos folyóirat. Évente hatszor jelenik meg. A jelenlegi fő szerkesztők Christina Higgins (a manoai Hawaiii Egyetem) és Anna Mauranen (a Helsinki Egyetem). 
A Journal Citation Reports szerint a folyóirat 2016. évi hatástényezője 3,593 volt, ezzel 182 folyóirat közül az Applied Lingusitics as első helyet foglalja el a "nyelvészet" kategóriában rangsorolva. 

## Cél és fókusz
A folyóirat kutatási cikkeket és fogalmi cikkeket tesz közzé az alkalmazott nyelvészet minden aspektusáról, például a lexikográfiáról, a korpusz-nyelvészetről, a többnyelvűségről, a diskurzus elemzésről és a nyelvoktatásról, amelynek célja a különböző területeken folyó kutatók közötti vita ösztönzése.  A 2001-ben bevezetett „Fórum” szakasz egy rövid hozzászólásokhoz szolgál, például válaszok cikkekre és közlemények a jelenlegi kutatásokról. 

## Kivonatolás és indexelés
A folyóiratot indexelik: 
- British Education Index
- Current Contents
- Education Research Abstracts
- Educational Management Abstracts
- International Bibliography of the Social Sciences
- Journal Citation Reports/Social Sciences Edition
- Linguistics & Language Behavior Abstracts
- Periodicals Index Online
- ProQuest
- PsychLIT
- Scopus
- Social Sciences Citation Index
- Studies on Women and Gender Abstracts
- The Standard Periodical Directory

## Fordítás
Ez a szócikk részben vagy egészben  az   Applied Linguistics (journal) című angol Wikipédia-szócikk ezen változatának fordításán alapul.  Az eredeti cikk szerkesztőit annak laptörténete sorolja fel. Ez a jelzés csupán a megfogalmazás eredetét és a szerzői jogokat jelzi, nem szolgál a cikkben szereplő információk forrásmegjelöléseként.